# Biogen (Unternehmen)
Biogen ist ein US-amerikanischer Biotechnologiekonzern mit Sitz in Cambridge im US-Bundesstaat Massachusetts. Der Konzern ging aus dem Unternehmen Biogen Idec hervor, wozu sich die Firmen Biogen (gegründet 1978) und Idec Pharmaceuticals (gegründet 1985) im Jahr 2003 zusammengeschlossen hatten. Seit März 2015 firmiert das Unternehmen wieder weltweit unter Biogen.
Biogen arbeitet und forscht in den Indikationsbereichen Neurologie, beschäftigt sich hier insbesondere mit der Alzheimer-Krankheit, Multiplen Sklerose,  Immunologie und Hämatologie.   In Deutschland vertreibt Biogen ein Präparat zur Behandlung der Schuppenflechte.
Das Unternehmen betreibt Niederlassungen in Australien, Europa, Japan und Kanada. Die internationale Zentrale für Märkte außerhalb der USA befindet sich im schweizerischen Zug.

## Produktentwicklung
Der Konzern nutzt rekombinante-DNA-Technologie, auch Biotechnologie genannt. Diese ermöglicht es, humane Proteine und damit Arzneimittel mithilfe von Mikroorganismen zu produzieren.
Das Unternehmen entwickelt sowohl neue Substanzen als auch bereits zugelassene Moleküle weiter.

## Unternehmensgeschichte
Biogen wurde im Jahre 1978 durch eine Gruppe von international renommierten, europäischen und amerikanischen Wissenschaftlern als niederländisches Unternehmen (NV) in Genf gegründet. Unter den Gründungsmitgliedern befanden sich unter anderem die späteren Nobelpreisträger Walter Gilbert (Nobelpreis für Chemie 1980) und Phillip Sharp (Nobelpreis für Medizin 1993) sowie die Wissenschaftler Heinz Schaller und Charles Weissmann. Schon bald zeigten sich erste Erfolge in der Entwicklung von rekombinanten Impfstoffen gegen die viralen Erreger der Hepatitis B (HBV, mit Kenneth Murray, EMBL/Edinburgh) und der Maul- und Klauenseuche (MKSV, mit Peter Hans Hofschneider, Martinsried).
Zunächst verfügte Biogen über keine eigenen Vertriebskapazitäten: So wurde 1980 ein von Biogen entwickeltes Verfahren zur Herstellung von Alpha-Interferon an die Firma Schering-Plough (heute MSD) auslizenziert. Im Jahr 1989 erfolgte die Markteinführung des von der Firma SmithKline Beecham (heute GSK) hergestellten Impfstoffs gegen Hepatitis B, dessen Produktion auf einem von Biogen patentierten gentechnischen Verfahren beruht.
1983 erfolgte der Börsengang von Biogen an der NASDAQ. Idec Pharmaceuticals wurde 1985 in San Francisco, Kalifornien (USA) gegründet und ging 1991 an die Börse. 2003 schlossen sich Biogen und Idec Pharmaceuticals zu Biogen Idec zusammen.
2006 übernahm  Biogen Idec die Fumapharm AG und deren Fumarsäureester zur Behandlung der Schuppenflechte, sowie das in der klinischen Prüfung befindliche (Stand 2011) orale Fumaratderivat.
Seit März 2015 firmiert das Unternehmen wieder weltweit unter Biogen.
Die Erprobung des monoklonalen Antikörpers Aducanumab (Indikation: Alzheimer-Demenz; Handelsname in den USA: Aduhelm) wurde wegen fehlender Endpunktdaten im März 2019 gestoppt. Dies verringerte den Biogen-Börsenwert sofort um 17 Milliarden US-Dollar. Im Oktober 2019 gab Biogen bekannt, aufgrund neuer Daten die  Zulassung bei der US-amerikanischen Zulassungsbehörde FDA zu beantragen. Im November 2020 empfahlen die Berater der FDA, die Zulassung abzulehnen. Trotzdem ließ die FDA den Antikörper im Juni 2021 ohne Gegenanzeige zu. Aducanumab ist die erste neue Alzheimer-Arznei seit fast 20 Jahren. In der Zulassungsstudie durften dagegen Patienten mit einer Blutverdünnung kein Aducanumab erhalten aufgrund der Risiken von Hirnblutungen. Die Zulassung war von großer wirtschaftlicher Bedeutung, da das Medikament (Handelsname: Aduhelm) zunächst ca. 56.000 Dollar / Jahr kostete. Mit der Zulassung ging ein Kursprung der Aktie um ca. 40 % einher. In den USA geht man von rund sechs Millionen Alzheimerpatienten aus. Im April 2022 gab u. a. Medicare, eine staatliche Krankenversicherung in den USA, bekannt, die Kostenübernahme für das Mittel Aduhelm drastisch einzuschränken. Laut anschließender Pressemeldung des Unternehmens hat sich Biogen aufgrund dieser Einschränkungen entschlossen, die Vermarktung von Aduhelm einzustellen und nur noch minimale Ressourcen für Medikamentenprogramme für Patienten, die derzeit in den USA behandelt werden, zur Verfügung zu stellen. Der CEO des Unternehmens, Michel Vounatsos, kündigte seinen Rücktritt an. Die Markteinführung war offenbar nicht erfolgreich. Die Erwartungen haben sich nicht annähernd erfüllt. In der EU kam es zu keiner Zulassung. Dort zeichnete sich eine Ablehnung ab.
Im September 2022 meldeten Biogen und ihre japanische Parterfirma Eisai Erfolge in der klinischen Studie des Antikörpers Lecanemab für die Behandlung von Alzheimer.

## Medikamente
- Alprolix (Wirkstoff: Eftrenonacog alfa) ist ein rekombinantes Fusionsprotein (rFIXFc) zur Behandlung der Hämophilie B, entwickelt in Zusammenarbeit mit Swedish Orphan Biovitrum AB (Sobi), war zunächst nur in den USA, Kanada und Australien zugelassen.[19] In der EU ist es seit 2016 zugelassen.[20]

- Avonex (Wirkstoff: Interferon beta-1a) wird seit 1996 zur Behandlung der schubförmigen multiplen Sklerose (MS) eingesetzt und/oder zur Behandlung nach einem einmaligen demyelinisierenden Ereignis mit entzündlichem Prozess. Als Darreichungsformen stehen Avonex PEN, Lyophilisat (Trockensubstanz) und Fertigspritze zur Verfügung.[21]  Es war das erste von Biogen selbst vertriebene Produkt.[1]

- Benepali, das erste anti-TNF-α Biosimilar zu Etanercept (Enbrel) zur Behandlung von Erwachsenen mit mittelschwerer bis schwerer rheumatoider Arthritis (RA), Psoriasis-Arthritis, axialer Spondyloarthritis und Plaque-Psoriasis wurde im März 2016 von Biogen in Deutschland eingeführt.[22][23]

- Eloctate (Wirkstoff: Efraloctocog alfa) ist ein rekombinantes Fusionsprotein (rFVIIIFc) zur Behandlung der Hämophilie A, das in Europa von Sobi vertrieben wird.[24]

- Fampyra (Wirkstoff: Fampridin) ist als erstes Medikament zur Verbesserung der Gehfähigkeit von erwachsenen MS-Patienten (EDSS 4 – 7) bei allen Verlaufsformen der MS.[25]

- Flixabi, ein Biosimilar zu Infliximab (Remicade) wurde im Mai 2016 zur Behandlung von Erwachsenen mit rheumatoider Arthritis (RA), Morbus Crohn,  Colitis ulcerosa Psoriasis-Arthritis, axialer Spondyloarthritis und Psoriasis in der EU zugelassen.[26]

- Fumaderm (Wirkstoff: Dimethylfumarat und Calcium-, Magnesium- und Zink-Salze von Ethylhydrogenfumarat) ist zugelassen zur Behandlung von mittelschweren bis schweren Formen der Psoriasis vulgaris (Schuppenflechte), sofern eine alleinige äußerliche Therapie nicht ausreichend ist.[27]

- Plegridy (Wirkstoff: Peginterferon β-1a)  wurde im Juli 2014 in Europa und im August 2014 in den USA zur Behandlung der multiplen Sklerose zugelassen.[28]

- Spinraza (Wirkstoff: Nusinersen) ist in den USA und der EU zur Behandlung der spinalen Muskelatrophie (SMA) zugelassen[29][30] und wurde in Zusammenarbeit mit Ionis Pharmaceuticals entwickelt.[31]

- Tecfidera (Wirkstoff: Dimethylfumarat)  ist in der EU zur oralen Behandlung der schubförmig remittierenden MS zugelassen.[32][33][34]

- Tysabri (Wirkstoff: Natalizumab) wurde als erster monoklonaler Antikörper zur Behandlung der Multiplen Sklerose in Zusammenarbeit mit der Elan Corporation entwickelt. Tysabri wurde aufgrund dreier Fälle von Progressiver multifokaler Leukenzephalopathie (PML) im Februar 2005 durch Biogen Idec in Absprache mit der FDA vom Markt zurückgezogen. Am 6. Juni 2006 wurde Tysabri nach umfangreichen Überprüfungen aller bisher mit Tysabri therapierten Patienten durch die FDA wieder zugelassen. Am 27. Juni 2006 erfolgte auch die europäische Zulassung durch die Europäische Kommission und im Folgenden die Markteinführung von Tysabri zuerst auf dem deutschen Markt.[33][35][36]

- Der Wirkstoff Rituximab wurde seitens Idec Pharmaceuticals (s. Einleitung, also noch vor dem Merger mit Biogen) zusammen mit Genentech entwickelt und ist das erste auf einem monoklonalen Antikörper beruhende Krebstherapeutikum zur Behandlung bestimmter Formen des B-Zell Non-Hodgkin Lymphoms (NHL). Der Antikörper ist gegen das CD20 Antigen gerichtet, welches sich auf normalen und malignen Lymphozyten befindet.[1] Handelsname in den USA ist Rituxan. In Europa wird Rituximab von Roche unter dem Handelsnamen MabThera vermarktet.[37]

- Obinutuzumab wurde ebenfalls zusammen mit Genentech entwickelt und ist in den USA zur Behandlung der Chronisch Lymphatischen Leukämie (CLL) zugelassen. Es wird dort von Genentech unter dem Handelsnamen Gazyva vermarktet.[38]

- Der monoklonale Antikörper Daclizumab (MS) wurde – aufgrund unvertretbarer Nebenwirkungen – im März 2018 weltweit vom Markt genommen.[39]

## Pipeline
Biogen forscht unter anderem in den Indikationen CLL, Hämophilie, MS und Spinale Muskelatrophie (SMA) und hat zahlreiche Produktkandidaten in der klinischen Erforschung. Folgende Präparate befinden sich bereits im Zulassungsverfahren:
- Biogen hat auch weitere Biosimilars in der Pipeline, z. B. Adalimumab (Humira).[40]